# Ігор Гауді
Ігор Гауді (італ. Igor Gaudi; нар. 10 квітня 1975) — колишній італійський тенісист.
Найвищу одиночну позицію світового рейтингу — 169 місце досяг 11 жовтня 1999, парну — 221 місце — 7 квітня 1997 року.

## Титули на челленджерах

### Одиночний розряд: (1)
| Ранг | Рік  | Турнір                     | Покриття | Суперник      | Рахунок       |
| ---- | ---- | -------------------------- | -------- | ------------- | ------------- |
| 1.   | 1999 | Манчестер, Велика Британія | Трава    | Невілл Годвін | 7–6(8–6), 6–2 |

### Парний розряд: (2)
| Ранг | Рік  | Турнір          | Покриття | Партнер          | Суперники                         | Рахунок  |
| ---- | ---- | --------------- | -------- | ---------------- | --------------------------------- | -------- |
| 1.   | 1995 | Мерано, Італія] | Ґрунт    | Крістіан Бранді  | Джорджо Галімберті Федеріко Ровай | 7–6, 6–3 |
| 2.   | 2001 | Софія, Болгарія | Ґрунт    | Стефано Гальвані | Оскар Ернандес Дмитро Власов      | 6–4, 6–1 |